# Dieter Medicus
Dieter Medicus (9 de Maio de 1929, Berlim-Steglitz - 6 de Junho de 2015, Munique) foi um jurista Alemão.

## Vida
Dieter era filho de dois químicos, e também iniciou seus estudos em química, mas os interrompeu eu começou a estudar direito em 1949, na Universidade Humboldt, em Berlim, e continuou nas Universidades de Vurzburgo e Münster. Em 1954 passou no seu primeiro exame de ordem, e em 1957 passou o segundo, em Münster. Como pupilo de Max Kaser, em Hamburgo, Medicus escreveu tanto sua dissertação quanto sua tese de habilitação sobre o direito Romano. Posteriormente, foi professor da Universidade de Quiel, Em 1966, foi professor em Tubinga, e em 1969 em Regensburg. De 1974 até sua aposentadoria em 1994, Medicus leccionou em Munique. Após se aposentar, ainda foi professor da Universidade Martin Luther Halle-Vitemberga até 2008.
Em 1980, Medicus foi eleito membro da Turma Histórica-Filosófica da Academia de Ciências da Bavária. Em 1999 foi agraciado com um doutorado honoris causa da Universidade de Regensburg, e em 2012 na Universidade Martin Luther de Halle-Wittenberg.
Medicus faleceu no dia 6 de junho de 2015.

## Obras Acadêmicas
Medicus é visto como um jurista que, com base em conhecimentos de história do direito, discursava sobre o direito positivo e o explicava de uma forma clara e compreensiva.
Medicus foi conhecido por, entre outras coisas, seus livros de texto sobre direito civil. Seu livro sobre a parte geral do Código Civil e seus curtos livros sobre as leis gerais e especiais de obrigações, juntamente com a sua 25a edição em 2015, publicada em colaboração com Jens Petersen Civil Law, são considerados obras necessárias e clássicas da literatura jurídica. Direito Civil, foi traduzido em Japonês e é considerada uma das principais obras sobre o assunto. A obra foi desenvolvida na base do currículo da então progressista Universidade de Tübingen nos anos 60 por Medicus. O livro se distingue pelo fato de que apresenta a complexidade do direito privado alemão de acordo com noções básicas e comprimidas.  Foi amplamente utilizado entre os alunos e é ocasionalmente citado na prática do direito.
Medicus teve uma participação significativa no dia  primeiro de Janeiro de 2002, quando entrou em vigor a lei moderna de obrigações. Ele tinha sido membro da Comissão de Direito, de 1984 a 1991,e propôs revisões do direito das obrigações, posteriormente implementadas.

## Obras
- Bürgerliches Recht. Eine nach Anspruchsgrundlagen geordnete Darstellung zur Examensvorbereitung. Heymanns, Köln 1968. 23., neu bearbeitete Auflage mit Jens Petersen: Vahlen, München 2011, ISBN 978-3-8006-3908-3.
- Gesetzliche Schuldverhältnisse. Delikts- und Schadensrecht, Bereicherung, Geschäftsführung ohne Auftrag. Beck, München 1977, ISBN 3-406-06668-2. 5., neu bearbeitete Auflage: 2007, ISBN 978-3-406-54445-3.
- Allgemeiner Teil des BGB. Ein Lehrbuch. Müller, Heidelberg 1982, ISBN 3-8114-5082-4. 10., neu bearbeitete Auflage: 2010, ISBN 978-3-8114-9652-1.
- Grundwissen zum bürgerlichen Recht. Ein Basisbuch zu den Anspruchsgrundlagen. Heymanns, Köln 1994, ISBN 3-452-22312-4. 8., neu bearbeitete Auflage: 2008, ISBN 978-3-452-26878-5.
- Id quod interest – Studien zum römischen Recht des Schadensersatzes. Böhlau, Köln/Graz 1962.

## Literatura
- Maximilian Fuchs: Dieter Medicus zum 80. Geburtstag.In: NJW. 2009, 1400.
- Volker Beuthien: Dieter Medicus zum 75. Geburtstag. In: NJW. 2004, 1642.
- Gottfried Schiemann: Nachruf. In: NJW. 2015, 2011.